# Polde Oblak
za slikarja glej Polde Oblak (slikar)
Polde (Leopold) Oblak, slovenski pesnik in geograf, * 11. november 1924, Medvode, † 13. november 1993.

## Življenje in delo
Polde Oblak se je rodil v obrtniško-delavski družini. Osnovno šolo je obiskoval v Preski pri Medvodah. Gimnazijo v Ljubljani je končal leta 1944. Leta 1946 se je po odsluženju vojaškega roka vpisal na ljubljansko univerzo, kjer je študiral geografijo in etnografijo. Diplomiral je leta 1950. 
Učil je geografijo na gimnaziji v Kranju (1950–51), Stični (1951–57) in v Šentvidu nad Ljubljano (1957 do 1960). Zaradi študija v ZDA je prekinil delovno razmerje. V šolskem letu 1961/62 je bil pogodbeno zaposlen na II. gimnaziji v Ljubljani. 1963 je vpisal podiplomski študij geografije na Oddelku za geografijo Filozofske fakultete v Ljubljani in 29. junija 1966 magistriral z nalogo Geografija naselij v grosupeljski mikroregiji. 

## Geografska dela
Prvo Oblakovo strokovno delo je razprava Moško in žensko prebivalstvo v Sloveniji. Obsežnejši sta študiji Morfogeneza dna Ljubljanske kotline ter Jelovica. Oblakovo najobsežnejše delo je nenatisnjena magistrska naloga. Namenjena fiziognomično-genetski osvetlitvi naselij. V njej je zbrano mnogo podrobnega gradiva o naseljih, kmečkih domovih in funkcionalni razporeditvi, o tipih hiš in gospodarskih poslopij, teritorialnem razvoju naselij pa tudi o spremembah v njihovi gospodarski dejavnosti in usmerjenosti. 
Krajši prispevki so objavljeni v Geografskem obzorniku, Gospodarskem vestniku, v reviji Življenje in tehnika, Izletnik idr. V Geografskem obzorniku je od 1957 do 1964 objavil okrog 20 prispevkov. Napisal in objavil je več knjižnih poročil in ocen. 

## Pesniška dela
Oblakova lirika je usmerjala k zasebnemu čustvovanju in romantično ali "ekspresionistično popisanim lepotnim zatišjem in sanjam". Njegov sonetni cikel Srebrna simfonija teži k miselnemu razglabljanju o avtorjevi življenjski usodi.
Pesmi je objavljal v Borih (1955), Novih obzorjih (1955), Problemih in drugod.
Izdal je tri samostojne pesniške zbirke in sicer: 
- Lirična simfonija (1953)(COBISS);
- Simfonija samote. Srebrna simfonija (1956)(COBISS) in
- La Symphonie Lyrique (1956, prev. Viktor Jesenik)(COBISS).

Vse tri zbirke so bile ocenjene v složnem toku. Pesnik je dobil več priznanja v tujini kot doma.

## Ocene in kritike
Po Paternujevi oceni sodi Polde Oblak k tistemu vojnemu rodu ustvarjalcev, ki je prehajal od partizanskega in socialističnega realizma k moderniziranim oblikam romantizma. 
Kritik Mitja Mejak je označil Oblakovo Simfonijo samote kot neizvirno, utrujajočo, hladno liriko, ki ni ustvarjena za razumsko dojemanje. Očita, da je beseda izgubila predmetni in pojmovni pomen in postala muzikalna enota. Estetski rezultat lirike pa označi kot "klavrno in nikakor primeren objekt za kakršno koli polemiko v večjem obsegu".
Martin Jevnikar drugo zbirko Simfonijo samote in Srebrno simfonijo oceni kot pesmi s sproščeno in razgibano obliko ter z nekaterimi izvirnimi in lepimi primerami in metaforami, kot nadčasovno in brezdomovinsko poezijo, ki je razumljiva vsem. "Nekatere so zares lepe, čisto
slabih pa tudi ni."
Francoski pesnik Jean Cassiou je označil Oblakovo pesem takole: "Vaša poezija, njena viharna, široka glasba je naredila v meni globok vtis. Ljubim ta ton in ta elan. Dobil sem vtis velikega liričnega in humanega bogastva. Zdi se mi, da so Vaše koncepcije o poeziji precej analogne mojim.". 
Milan Natek je Oblaka opisal kot razumnika nemirnega, iskateljskega in ustvarjalnega duha. "Lepote in posebnosti slovenske zemlje in njenega človeka ni sprejemal in dojemal sam o z ustaljenimi strokovnimi merili, tem več je videval in iskal v njih mnogotere razrešitve vsakdanjih človekovih stisk in tegob. Vse to pa je uspel in umel zelo spretno izpovedovati v svojo apolinično in ekspresionistično liriko."